# Platocoelotes latus
Platocoelotes latus là một loài nhện trong họ Amaurobiidae.
Loài này thuộc chi Platocoelotes. Platocoelotes latus được Yajun Xu & S. Q. Li miêu tả năm 2008.